# Barbula glaucula
Barbula glaucula är en bladmossart som beskrevs av C. Müller 1882. Barbula glaucula ingår i släktet neonmossor, och familjen Pottiaceae. Inga underarter finns listade i Catalogue of Life.